# Angelico Aprosio

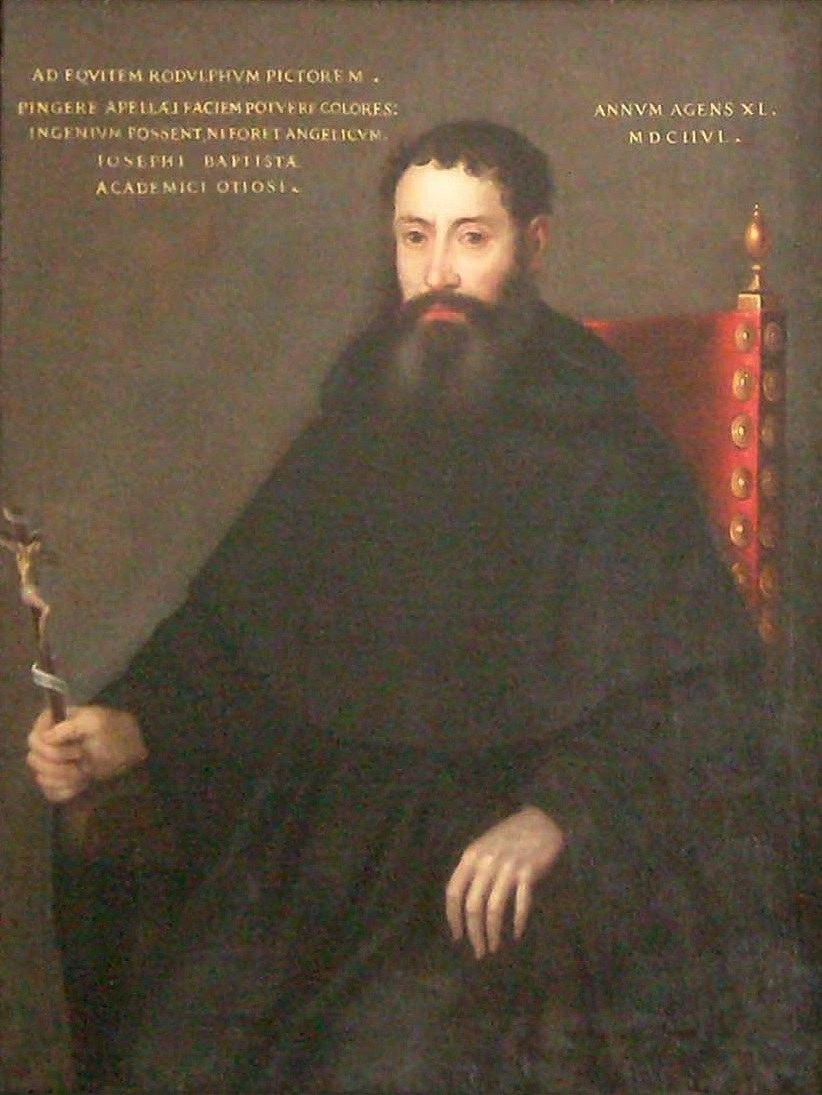
Angelico Aprosio in der Biblioteca Aprosiana

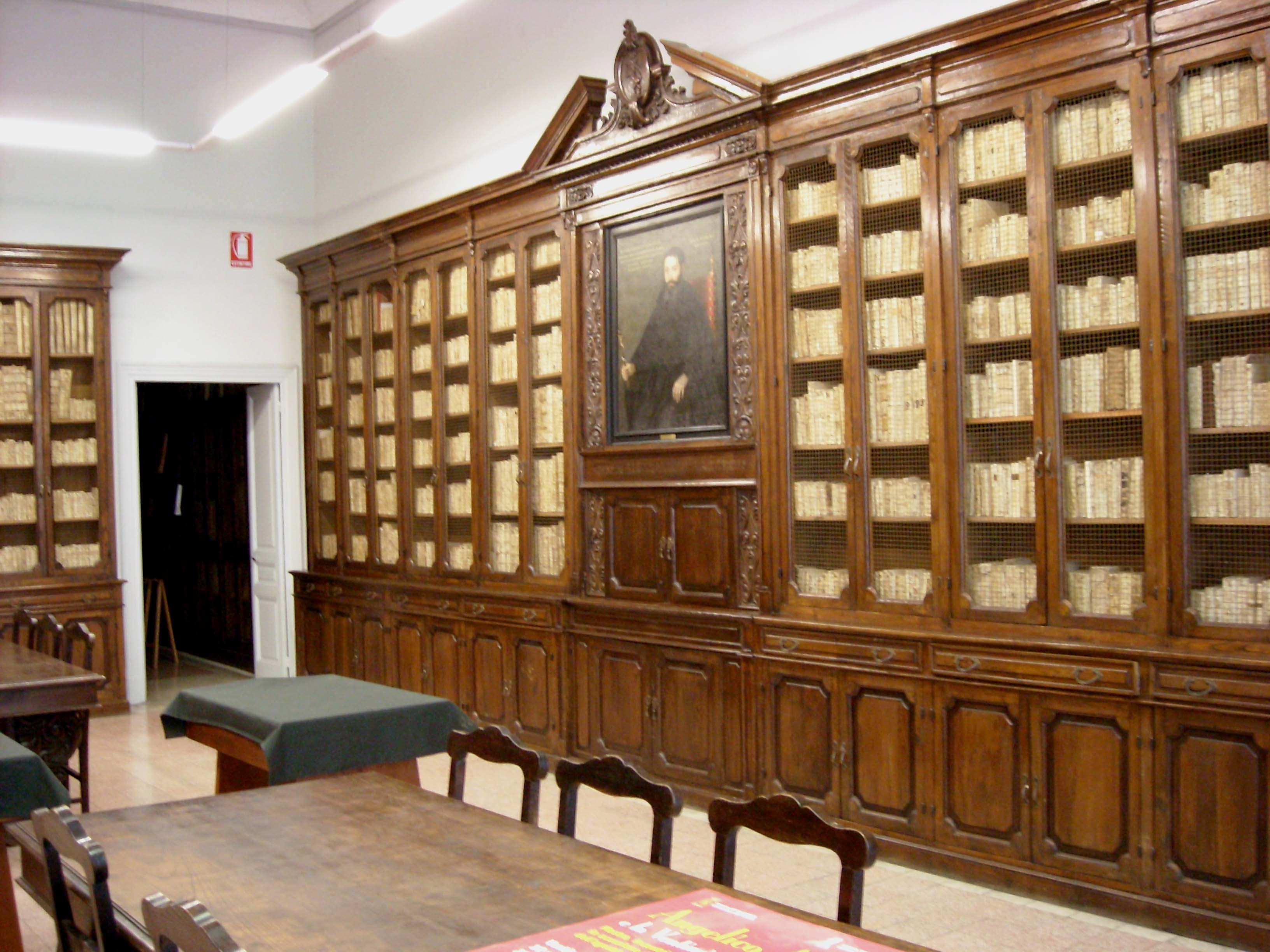
Die Biblioteca Aprosiana mit dem Porträt des Stifters

Angelico Aprosio (Ordensname von Ludovico Aprosio, * 29. Oktober 1607 in Ventimiglia; † 23. Februar 1681 ebenda) war ein italienischer Literat, Literaturkritiker und Geistlicher.

## Leben und Schaffen
Im Alter von 15 Jahren trat er in den Augustinerorden ein. Von 1626 bis 1621 lebte er im Kloster in Siena, 1634 bis 1637 in Genua und anschließend in Pisa. Auch danach wechselte er häufiger innerhalb Italiens seinen Aufenthaltsort und verbrachte auch sieben Jahre in Venedig.
Er war in verschiedene Polemiken mit Zeitgenossen verwickelt, insbesondere in eine sich über zehn Jahre hinziehende verbale Auseinandersetzung mit dem Poeten Tommaso Stigliani (1573–1651), in der Aprosio Partei für den Dichter Giambattista Marino ergriff.
Aprosio veröffentlichte seine Werke unter zahlreichen, teilweise seltsam anmutenden Pseudonymen.
Ab 1648 richtete er in einem Kloster seiner Geburtsstadt Ventimiglia eine umfangreiche Bibliothek ein, die noch heute besteht (Stand 2020).

## Werke (Auswahl)
- La Biblioteca Aprosiana. Passatempo Autunnale. Manolessi, Bologna 1673. (Digitalisat beim MDZ)
  - Angelico Aprosio: Bibliotheca Aprosiana: liber rarissimus, et a nonnullis inter ἀνεκδότους numeratus, jam ex lingua Italica in Latinam  conversus. Præmisit præfationem notasque nonnullas addidit I.C. Wolfius. Mit Vorwort und Anmerkungen von Johann Christoph Wolf. Abraham Vandenhoeck, Hamburg 1734 (Latein, MDZ).
- La visiera alzata, hecatoste di scrittori che vaghi d’andare in maschera fuor del tempo di Carnovale sono scoperti, Vigna, Parma 1689  (Digitalisat beim MDZ)